# Антоніо Рокка
Антоніо Рокка (італ. Antonio Rocca; нар. 21 січня 1951, Кастровілларі) — італійський футболіст, що грав на позиції півзахисника, зокрема, за «Аталанту». По завершенні ігрової кар'єри — тренер.

## Ігрова кар'єра
Народився 21 січня 1951 року в місті Кастровілларі. Вихованець футбольної школи місцевого однойменного клубу, у складі якого 1968 року дебютував у дорослому футболі іграми у Серії D.
Вже за рік, у 1969, молодий гравець перейшов до лав «Варезе», на той момент одного з лідерів Серії B. Проте вразити тренерів цієї команди не зумів і ще за рік, так й не провівши жодної гри за «Варезе» у чемпіонаті, повернувся до «Кастровілларі».
Додавши ігрового досвіду у рідній команді, 1973 року почав нове зходження по рівнях італійського футболу — спочатку провів один сезон в «Ачиреале» із Серії C, після чого на наступний сезон став гравцем «Аталанти», що боролося у Серії B, а згодом ще один сезон відіграв за друголігову ж «Новару».
1976 року повернувся до «Аталанти», якій відразу ж допоміг підвищитися у класі до елітної Серії A. Протягом двох наступних сезонів, в яких «Аталанта» змагалася у найвищому дивізіоні, взяв участь у 53 матчах чемпіонату, забивши три голи. Згодом ще два сезони відіграв за цю команду у більш звичній для неї Серії B, після чого ще два сезони захищав на цьому ж рівні кольори «Фоджі».
Завершував ігрову кар'єру у нижчолігових «Беневенто», «Кавезе» і «Козенці», за останню грав до 1987 року.

## Кар'єра тренера
Невдовзі по завершенні кар'єри гравця, 1989 року, розпочав тренерську роботу, очоливши тренерський штаб клубу «Беневенто».
Набагато пізніше, у 2006 році, був призначений помічником П'єрлуїджі Казірагі у тренерських штабах молодіжної збірної Італії і збірної U-20.
Згодом, протягом більшої частини 2010-х був головним тренером юнацької збірної Італія (U-15).